# باري مورغان (طبال)
باري مورغان (بالإنجليزية: Barry Morgan)‏ هو طبال بريطاني، ولد في نوفمبر 1944، وتوفي في 1 نوفمبر 2007.

## وصلات خارجية
- باري مورغان على موقع ميوزك برينز (الإنجليزية)
- باري مورغان على موقع أول ميوزيك (الإنجليزية)
- باري مورغان على موقع ديسكوغز (الإنجليزية)